# Nazionale femminile di hockey su pista del Brasile
La nazionale di hockey su pista femminile del Brasile è la selezione femminile di hockey su pista che rappresenta il Brasile in ambito internazionale.

Attiva dal 1994, opera sotto la giurisdizione della Federazione di pattinaggio del Brasile.

## Palmarès
- Campionati del mondo: 
  -  2º posto: 2002, 2004
- Coppa America: 
  -  3º posto: 2007, 2011

## Risultati

### Campionato del mondo
| Edizione | Sede/i            | Piazzamento      | G | V | N | P |      |
| 1992     | Springe           | Non partecipante | - | - | - | - | n.d. |
| 1994     | Tavira            | 11º posto        | 9 | 6 | 1 | 2 | Rosa |
| 1996     | Sertãozinho       | 4º posto         | 7 | 4 | 1 | 2 | Rosa |
| 1998     | Buenos Aires      | 4º posto         | 7 | 5 | 0 | 2 | Rosa |
| 2000     | Marl              | 5º posto         | 6 | 4 | 0 | 2 | Rosa |
| 2002     | Paços de Ferreira | 2º posto         | 6 | 5 | 0 | 1 | Rosa |
| 2004     | Wuppertal         | 2º posto         | 6 | 5 | 0 | 1 | Rosa |
| 2006     | Santiago del Cile | 9º posto         | 6 | 5 | 1 | 0 | Rosa |
| 2008     | Honjō             | Non partecipante | - | - | - | - | n.d. |
| 2010     | Alcobendas        | 11º posto        | 6 | 3 | 0 | 3 | Rosa |
| 2012     | Recife            | 8º posto         | 6 | 2 | 0 | 4 | Rosa |
| 2014     | Tourcoing         | Non partecipante | - | - | - | - | n.d. |

### Coppa America
| Edizione | Sede/i            | Piazzamento      | G | V | N | P |      |
| 2006     | Santiago del Cile | Non partecipante | - | - | - | - | n.d. |
| 2007     | Santiago del Cile | 3º posto         | 6 | 2 | 0 | 4 | Rosa |
| 2010     | Vic               | 5º posto         | 4 | 2 | 0 | 2 | Rosa |
| 2011     | Sertãozinho       | 3º posto         | 4 | 2 | 0 | 2 | Rosa |